# Johannes Kiesel
Johannes Nikolaus Karl Kiesel, auch Klaus Kiesel und Joseph N. K. Kiesel (* 6. Juni 1844 in Düsseldorf; † 16. Januar 1892 in Berlin) war ein preußischer Landrat der Landkreise Gladbach (1870/71) und Altenkirchen (1876/82).

## Leben
Johannes Kiesel bzw. Nikolaus Karl Kiesel war ein Sohn des Gymnasialdirektors Carl Kiesel († 2. November 1903 in Düsseldorf) und dessen Ehefrau Maria Franziska Sibille Wilhelmina Kiesel, geborene Willmes. Nach dem Besuch eines Gymnasiums in Düsseldorf studierte er zunächst an der Akademie Münster, bevor er an den Universitäten Bonn (Immatrikulation am 23. März 1863) und Berlin ein Studium der Rechtswissenschaften absolvierte. Nach dem erfolgten Auskultatorexamen am 4. November 1865 wurde er am 14. November 1865 beim Landgericht Düsseldorf vereidigt. Im Anschluss wurde er beim Appellationsgerichtshof Köln sowie ab dem 2. Dezember 1867, nach der Ernennung zum Regierungsreferendar, bei der Regierung Düsseldorf eingesetzt. Vom 24. Juli 1870 bis Januar 1871 übernahm er vertretungsweise die Verwaltung des Landratsamtes im Kreis Gladbach. Nachdem er am 29. November 1871 zum Regierungsassessor ernannt worden war, wechselte Kiesel 1872 als Hilfsarbeiter an die Landdrosteien Hannover und Hildesheim. Ab dem 1. Februar 1874 war er im Ministerium für Handel und Gewerbe tätig, bevor er am 27. November 1875, mit Dienstantritt zum 1. Januar 1876 zum kommissarischen und am 10. März 1877 zum definitiven Landrat des Landkreises Altenkirchen ernannt wurde. Unter Ernennung zum Regierungsrat am 30. September 1882 zur Landdrostei Aurich versetzt, wechselte er nach nur 17 Monaten zum 1. März 1184 in gleicher Stellung zur Regierung Breslau. Nachdem er als Hilfsarbeiter in das Auswärtige Amt gewechselt war, wurde er dort 1889 Vortragender Rat mit dem Charakter als Geheimrat. 1892 starb Kiesel im Dienst.

## Familie
Johannes Kiesel heiratete um 1877 Adele Ritter, Tochter von Gustav Ritter und dessen Ehefrau Hermine, geb. Bonn († 13. April 1904 in Köln).